# Neven Valent
Neven Valent (Zagreb, 9. srpnja 1964. – Zagreb, 9. travnja 2012.), hrvatski operni i koncertni pjevač, bariton.

## Životopis
Nakon završenoga srednjoškolskog općeg i umjetničkog obrazovanja, Neven Valent je studirao na Muzičkoj akademiji u Zagrebu, gdje je 1992. diplomirao na Odsjeku za pjevanje. U razdoblju od 1993. do 1998. usavršavao se kod Rudolfa Knolla, Marjane Lipovšek i Alfreda Burgstallera na Ljetnoj akademiji Mozarteum u Salzburgu te kod Glenys Linos na Kraljevskoj glazbenoj akademiji (Royal Academy of Music) u Londonu. Godine 1997. bio je sudionik završnice 1. Međunarodnog pjevačkog natjecanja Carl Orff u Münchenu: uz diplomu i Srebrni lovorov list, bio je i dobitnik stipendije Instituta »Carl Orff« za sudjelovanje u majstorskoj klasi i koncertu pod umjetničkim vodstvom Rolanda Hermanna u okviru glazbenih festivala u njemačkoj pokrajini Schleswig-Holstein i regiji Rheingau (Schleswig-Holstein Musik Festival i Rheingau Musik Festival). Kao solist je debitirao 1993. u scenskoj izvedbi oratorija Prikazanje duše i tijela (Rappresentatione di anima e di corpo) Emilia de’ Cavalieria: bio je članom kazališne skupine Dunje Vejzović »VeRo«, koja je tu izvedbu i priredila.
Od 1985. do 1987. bio je članom Zagrebačkih madrigalista. Godine 1988. obnovio je djelovanje Oratorijskog zbora Crkve sv. Marka, davši mu i ime Cantores Sancti Marci. Sve do svoje iznenadne i prerane smrti bio je prefekt toga zbora, uz kojega je često nastupao i kao koncertni solist. Bio je članom Opere HNK u Zagrebu, pjevao na Varaždinskim baroknim večerima i zadarskim Glazbenim večerima u sv. Donatu) te gostovao na brojnim inozemnim glazbenim festivalima u Austriji, Irskoj, Luksemburgu, Mađarskoj, Njemačkoj, Švedskoj i Velikoj Britaniji.
Neven Valent bio je predani promicatelj glazbene umjetnosti. Prigodom prvoga dolaska pape Ivana Pavla II. u Hrvatsku, u rujnu 1994. organizirao je i producirao izvedbu misterija Majka Božja Kamenitih vrata Božidara Širole. Kao glavni i umjetnički producent zaslužan je i za cjelovitu scensku izvedbu Božićne priče Rudolfa Matza o Božiću 1996. godine. Utemeljio je i sve do svoje smrti bio ravnateljem zagrebačkoga Festivala sv. Marka, u okviru kojega su do danas na brojnim i zapaženim koncertima nastupili mnogi hrvatski i inozemni glazbeni umjetnici. Bio je i producent gostovanja Minhenske filharmonije s dirigentom Lorinom Maazelom 2006. u Zagrebu, a njegovom je zaslugom Hrvatska misa u d-molu op.86 Borisa Papandopula prvi puta izvedena u inozemstvu, u Krakovu, s inozemnim ansamblom i solistima: 16. siječnja 2011. izveo ju je Zbor Krakovske filharmonije pod ravnanjem Vladimira Kranjčevića.